# Sjulsmark (Piteå kommun)
 For alternative betydninger, se Sjulsmark. (Se også artikler, som begynder med Sjulsmark)
Sjulsmark er et byområde i Piteå kommun i Norrbottens län i Sverige, beliggende 25 kilometer nordvest for Piteå. Byen er en gammel landbrugsbebyggelse.

## Historie
Bynavnet var Siudsmark i de første landskabsdokumenter for Västerbottens län fra 1539, hvilket kommer af drengenavnet "Siurd", altså "Siurds mark". Forbindelsen til drengenavnet Siurd bliver mere tydeligt i det efterfølgende landskabsdokument fra 1543, hvor byen kaldes "Siurdsm.[a]r.[k]". Forekomsten af drengenavnet i Piteå socken ses også i bynavnet "Siurdsness" for det nuværende Sjulnäs, ligeledes i Piteå kommun.
Ligesom andre -mark-byer med sådanne forled anses Sjulsmark for at være opstået som nybyggeri under middelalderen.

## Idræt
I Sjulsmark findes en idrætsforening, Sjulsmarks SK.